# Eleições estaduais no Rio Grande do Norte em 1960
As eleições estaduais no Rio Grande do Norte em 1960 ocorreram em 3 de outubro como parte das eleições em onze estados cujos governadores exerciam cinco anos de mandato, em sincronia com o mandato presidencial. Graças a essa particularidade foram eleitos apenas o governador Aluízio Alves e o vice-governador Walfredo Gurgel, afinal as eleições parlamentares tiveram lugar em 1958.
Nascido em Angicos, o advogado Aluízio Alves formou-se na Universidade Federal de Alagoas com especialização em Serviço Social. Jornalista, na capital potiguar trabalhou em A Razão e A República até mudar para o Rio de Janeiro em virtude de sua eleição para deputado federal pela UDN em 1945. Na então capital federal ajudou a elaborar a Constituição de 1946 e foi redator-chefe da Tribuna da Imprensa, jornal de Carlos Lacerda. Anos depois fundou a Tribuna do Norte, sendo reeleito em 1950, 1954 e 1958. Seu caminho rumo ao Palácio Potengi teve início após seu rompimento estrondoso com Dinarte Mariz, até então seu correligionário na UDN e titular do executivo potiguar. Em sua defesa, Mariz acusou o rival de patrocinar um "bifrontismo político" visto que o PSD trocou o nome de Teodorico Bezerra pela candidatura de Aluízio Alves, afinal eleito governador do Rio Grande do Norte em 1960, após mudar de partido.
Nascido em Caicó, o monsenhor Walfredo Gurgel formou-se em Filosofia em 1928 e Teologia em 1932 na Pontifícia Universidade Gregoriana em Roma. De volta ao Brasil, exerceu o sacerdócio e vinculou-se ao Seminário Maior de Natal onde foi professor e depois reitor. Vigário das paróquias de Acari e Caicó, nesta última cidade dirigiu o Colégio Diocesano Seridoense. Eleito deputado federal via PSD em 1945, participou da Assembleia Nacional Constituinte que escreveu a nova Carta Magna. Não reeleito em tentativas posteriores, voltou ao cenário político ao ser eleito vice-governador na chapa de Aluízio Alves em 1960.

## Resultado da eleição para governador
Foram apurados 219.271 votos nominais, 3.451 votos em branco (1,53%) e 2.883 votos nulos (1,28%) resultando no comparecimento de 225.605 eleitores.
| Candidatos a governador do estado | Candidatos a vice-governador | Número | Coligação                          | Votação | Percentual |
| --------------------------------- | ---------------------------- | ------ | ---------------------------------- | ------- | ---------- |
| Aluízio Alves PSD                 | Ver abaixo -                 | -      | PSD (sem coligação)                | 121.076 | 55,22%     |
| Djalma Marinho UDN                | Ver abaixo -                 | -      | Nome não disponível (UDN, PR, PST) | 98.195  | 44,78%     |
| Fontes:                           |                              |        |                                    |         |            |

## Resultado da eleição para vice-governador
Foram apurados 215.503 votos nominais, 7.858 votos em branco (3,49%) e 2.244 votos nulos (0,99%) resultando no comparecimento de 225.605 eleitores.
| Candidatos a governador do estado | Candidatos a vice-governador | Número | Coligação                          | Votação | Percentual |
| --------------------------------- | ---------------------------- | ------ | ---------------------------------- | ------- | ---------- |
| Ver acima -                       | Walfredo Gurgel PSD          | -      | PSD (sem coligação)                | 115.702 | 53,69%     |
| Ver acima -                       | Vingt Rosado UDN             | -      | Nome não disponível (UDN, PR, PST) | 99.801  | 46,31%     |
| Fontes:                           |                              |        |                                    |         |            |